# Cautín (tỉnh)
Tỉnh Cautín là một tỉnh nằm ở vùng Araucanía ở phía bắc Chile, phía nam giáp Arauco và Malleco, phía đông giáp Argentina, phía nam giáp tỉnh Valdivia, còn phía tây giáp Thái Bình Dương. Các đô thị quan trọng nhất là Temuco, Villarrica, Padre Las Casas, and Nueva Imperial. Kinh tế tỉnh này gồm: lâm nghiệp, nông nghiệp là chủ yếu, ngoài ra còn có ngành du lịch.

## Các đô thị
Tỉnh Cautín được chia 21 đô thị:
- Temuco, Tỉnh lỵ
- Carahue
- Cholchol
- Cunco
- Curarrehue
- Freire
- Galvarino
- Gorbea
- Lautaro
- Loncoche
- Melipeuco
- Nueva Imperial
- Padre de las Casas
- Perquenco
- Pitrufquén
- Pucón
- Saavedra
- Teodoro Schmidt
- Toltén
- Vilcún
- Villarrica